# دادلي مور
دادلي مور (بالإنجليزية: Dudley Moore)‏ هو عازف بيانو وعازف الجاز وكاتب سيناريو وملحن وممثل بريطاني، ولد في 19 أبريل 1935 في المملكة المتحدة، وتوفي في 27 مارس 2002 في الولايات المتحدة بسبب ذات الرئة. بدأ مشواره المهني سنة 1961، ومن الجوائز التي نالها جائزة الغولدن غلوب وجائزة توني وجائزة غرامي ورتبة الإمبراطورية البريطانية.

## أعمال

### أفلام
- (1981) آرثر[10]
- (2000) مسحور[11]

## جوائز وترشيحات
جوائز
- جائزة الغولدن غلوب
- جائزة توني
- جائزة غرامي
- رتبة الإمبراطورية البريطانية

ترشيحات
- جائزة الأوسكار لأفضل ممثل، عن عمل: آرثر (1981)

## وصلات خارجية
- دادلي مور على موقع IMDb (الإنجليزية)
- دادلي مور على موقع الموسوعة البريطانية (الإنجليزية)
- دادلي مور على موقع روتن توميتوز (الإنجليزية)
- دادلي مور على موقع ألو سيني (الفرنسية)
- دادلي مور على موقع ميوزك برينز (الإنجليزية)
- دادلي مور على موقع تيرنر كلاسيك موفيز (الإنجليزية)
- دادلي مور على موقع أول موفي (الإنجليزية)
- دادلي مور على موقع قاعدة بيانات برودواي على الإنترنت (الإنجليزية)
- دادلي مور على موقع قاعدة بيانات الأفلام السويدية (السويدية)
- دادلي مور على موقع إن إن دي بي (الإنجليزية)